# Oliver Kamber
Oliver Kamber (* 7. Mai 1979 in Sissach) ist ein ehemaliger Schweizer Eishockeyspieler, der im Laufe seiner Karriere unter anderem beim HC Ambrì-Piotta, EHC Biel, HC Lugano und Lausanne Hockey Club in der National League A aktiv war. Der größte Erfolg seiner Karriere war der Gewinn der Champions Hockey League 2009, zudem gewann er 1997 mit der Schweizer U18-Nationalmannschaft die Bronzemedaille bei der U18-Junioren-Europameisterschaft.

## Karriere
Oliver Kamber begann seine Karriere als Eishockeyspieler in der Jugend des Grasshopper Club Zürich, für dessen Profimannschaft er in der Saison 1997/98 sein Debüt in der Nationalliga B gab. Im Sommer 2000 wechselte er zu deren Ligarivalen Lausanne Hockey Club, für den er in den folgenden für Spielzeiten aktiv war. Einzig in der Saison 2002/03 stand der Angreifer für den EV Zug auf dem Eis. Für die Saison 2005/06 wurde Kamber von Fribourg-Gottéron unter Vertrag genommen, die er nach nur einer Spielzeit wieder verliess, um weitere zwei Jahre lang für die Rapperswil-Jona Lakers aufzulaufen.
Im Sommer 2008 wurde Kamber vom aktuellen Meister ZSC Lions verpflichtet, mit denen er in der Saison 2008/09 die neu gegründete Champions Hockey League gewann, nachdem er sich mit seinem Team im Finale gegen den HK Metallurg Magnitogorsk aus der Kontinentalen Hockey-Liga durchsetzte. Im November 2009 wurde er im Tausch für den schweizerisch-kroatischen Doppelbürger Dario Kostović an den HC Lugano abgegeben. Bei den Luganesi verblieb er bis 2013, ehe er zum EHC Biel wechselte. Nach zwei Saisons bei den Bielern zog es ihn zum HC Ambrì-Piotta. Nach der Saison 2016/17 beendete Kamber im Alter von 37 Jahren seine Karriere.
Seither spielt er im Amateurbereich für den EHC Lausen in der sechstklassigen 3. Liga.

## Erfolge und Auszeichnungen
- 1997 Bronzemedaille bei der U18-Junioren-Europameisterschaft
- 2001 Nationalliga B-Meister mit dem Lausanne Hockey Club
- 2009 Champions-Hockey-League-Gewinn mit den ZSC Lions
- 2009 Victoria-Cup-Gewinn mit den ZSC Lions

## NLA-Statistik
(Stand: Ende der Saison 2010/11)